# Гусєв Олександр Михайлович
Олекса́ндр Миха́йлович Гу́сєв (рос. Александр Михайлович Гусев; 18 березня 1912—1994) — радянський вчений-метеоролог і альпініст, професор, доктор фізико-математичних наук (1951). Заслужений майстер спорту СРСР з альпінізму.

## Життєпис
Народився в Москві. Росіянин. Закінчив семирічку і Московський електротехнічний технікум імені Красіна. Працював на будівництві цукрового заводу в Киргизії, після закінчення якого направлений до Москви, в трест наркомату легкої промисловості.
Захопився геофізикою та альпінізмом. Взимку 1934 року, як спостерігач, працював на Ельбруській високогірній гідрометеорологічній станції, розташованій на висоті 4250 метрів. 17 січня того ж року разом з Віктором Корзуном здійсним перше зимове сходження на найвищу вершину Європи — Ельбрус.
Восени 1934 року вступив до Московського гідрометеорологічного інституту, після закінчення якого у 1939 році працював у морському відділі Інституту теоретичної геофізики Академії наук СРСР. Член ВКП(б) з 1941 року.
У вересні 1941 року Московським МВК призваний до лав РСЧА. Учасник німецько-радянської війни з січня 1942 року на Закавказькому фронті: військтехнік 1-го рангу, керівник спеціальної альпіністської і бойової підготовки 9-ї гірськострілецької дивізії; інструктор з альпінізму (провідник-консультант) 394-ї стрілецької дивізії 46-ї армії; воєнінженер 3 рангу, начальник альпіністського відділення оперативної групи фронту.
Взимку 1943 року очолював групу в кількості 20 чоловік (у тому числі 1 жінка — Любов Коротаєва), яка 18 лютого прибрала з Ельбрусу німецькі та встановила радянські прапори.
Влітку 1943 року інженер-капітан О. М. Гусєв відкликаний з фронту і направлений до новоствореного Державного океанографічного інституту гідрометеорологічної служби Червоної армії.
У січні 1944 року захистив кандидатську дисертацію на тему «Вплив Гольфстріму на циркуляцію атмосфери», підготовлену ще до початку війни. Того ж року, під-час проведення океанографічних досліджень у Каспійському морі, бере участь у перших зануреннях на гідростаті радянського виробництва.
Після демобілізації у 1946 році працював на відбудові Морської гідрофізичної лабораторії в Криму, згодом вів дослідження на ній.
У 1951 році захистив докторську дисертацію на Вченій раді фізичного факультету Московського університету.
У 1954 році працював на дрейфуючій станції Північний Полюс-3.
У 1955—1956 роках брав участь в роботі 1-ї Радянської Антарктичної експедиції. 27 травня 1956 року, після півторамісячного переходу, заснував і очолив першу внутрішньоматерикову наукову антарктичну станцію «Піонерська». Поотягом 1958—1959 років знову працював в Антарктиді.
На початку 1960-х років проводив дослідження Новоросійської бори.
З 1965 по 1988 роки — професор, завідувач кафедрою фізики моря і вод суші Московського державного університету.

## Нагороди
Нагороджений орденом Леніна, двома орденами Вітчизняної війни 2-го ступеня (09.02.1943, 11.03.1985), орденом Червоної Зірки (20.03.1943), медаллю «За бойові заслуги» (16.10.1942) та іншими медалями.
Заслужений майстер спорту СРСР з альпінізму (1943).

## Твори
- Гусев А. М. «Эльбрус в огне». — М.: Воениздат, 1980. [Архівовано 23 жовтня 2012 у Wayback Machine.] (рос.)
- Гусев А. М. «От Эльбруса до Антарктиды». — М.: Советская Россия, 1985. (рос.)
- Гусев А. М. «Штурм шестого континента». — М.: Госполитиздат, 1959. (рос.)